# A Long December
"A Long December" is een nummer van de Amerikaanse band Counting Crows. Het nummer verscheen op hun album Recovering the Satellites uit 1996. In december van dat jaar werd het nummer uitgebracht als de tweede single van het album.

## Achtergrond
"A Long December" is geschreven door zanger Adam Duritz en geproduceerd door Gil Norton. In 1997 vertelde Duritz tijdens het optreden van de band in het televisieprogramma VH1 Storytellers over het nummer: "Halverwege december 1995 werd een vriendin van mij, Jennifer, aangereden door een auto. En ik lag die hele maand, en in januari en februari in het ziekenhuis, net toen we begonnen aan het album. Elke ochtend en het begin van de middag ging ik naar de studio, het huis waar we opnamen, en we speelden de hele middag en avond. [...] Op een dag verliet ik de studio om 2 uur 's ochtends, en ging ik naar het huis van mijn vrienden Smantha en Tracy, een klein huis, en ik praatte daar met hen. Ik maakte ze wakker, haalde ze uit bed en liet ze een paar uur met mij praten, en toen ging ik naar huis. Ik schreef dit nummer tussen 4 en 6 uur en ging de volgende dag terug naar het ziekenhuis, en ging ik naar het huis en ik speelde het voor de jongens voor het diner en leerde hen het spelen na het diner. [...] Het is een nummer over terugkijken op je leven en zien dat er veranderingen gaande zijn, en voor een keer voor mij, ik kijk vooruit en denk, er komen voor mij betere tijden aan - 'maybe this year will be better than the last'."
Over de opname van "A Long December" vertelde Duritz: "We speelden het ongeveer zes of zeven keer. Het was take zes. We stopten gewoon, en dat was het. We gingen naar de keuken en pakten een koud biertje, ik haalde onze engineer Brad en rende ongeveer vijf minuten later terug, lieten hem drie keer de tape spelen, wij namen alle harmonieën op, en we raakten het daarna niet meer aan, dat was het. Het is compleet live opgenomen, behalve de harmonieën."
"A Long December" werd een hit in de Verenigde Staten, waar het de zesde plaats in de Billboard Hot 100 behaalde. In Canada werd het zelfs een nummer 1-hit. In het Verenigd Koninkrijk en Australië bleef de single ietwat achter; het piekte hier respectievelijk op de plaatsen 62 en 86. In Nederland kwam het niet in de Top 40 terecht en bleef het steken op de twaalfde plaats in de Tipparade, terwijl het in de Mega Top 100 plaats 68 bereikte. In de videoclip speelt actrice Courteney Cox een rol; zij was op dat moment de vriendin van Duritz. De regel "the way that light attaches to a girl" is over haar geschreven.

## Hitnoteringen

### Mega Top 100
| Hitnotering: 13-12-1997 t/m 17-01-1998 | Hitnotering: 13-12-1997 t/m 17-01-1998 | Hitnotering: 13-12-1997 t/m 17-01-1998 | Hitnotering: 13-12-1997 t/m 17-01-1998 | Hitnotering: 13-12-1997 t/m 17-01-1998 | Hitnotering: 13-12-1997 t/m 17-01-1998 | Hitnotering: 13-12-1997 t/m 17-01-1998 |
| Week                                   | 1                                      | 2                                      | 3                                      | 4                                      | 5                                      |                                        |
| -------------------------------------- | -------------------------------------- | -------------------------------------- | -------------------------------------- | -------------------------------------- | -------------------------------------- | -------------------------------------- |
| Positie                                | 92                                     | 72                                     | 69                                     | 68                                     | 79                                     | uit                                    |

### NPO Radio 2 Top 2000
| Nummer met noteringen in de NPO Radio 2 Top 2000 | '07 | '08  | '09 | '10 | '11 | '12 | '13 | '14  | '15  | '16  | '17  | '18  | '19  | '20  |
| ------------------------------------------------ | --- | ---- | --- | --- | --- | --- | --- | ---- | ---- | ---- | ---- | ---- | ---- | ---- |
| A Long December                                  | 519 | 1824 | 746 | 848 | 807 | 859 | 892 | 1085 | 1082 | 1202 | 1374 | 1844 | 1824 | 1980 |

1. ↑  Een vetgedrukt getal geeft de hoogste notering aan.
2. ↑  2007 was het eerste jaar met een notering voor dit nummer.
3. ↑  Deze tabel is bijgewerkt tot en met de laatste editie (2024).